# آرنولد آبلینتی
آرنولد آبلینتی (انگلیسی: Arnold Abelinti؛ زادهٔ ۹ سپتامبر ۱۹۹۱) بازیکن فوتبال اهل گویان فرانسه است که در پست مهاجم برای باشگاه المپیک آلس در لیگ ملی ۲ بازی می‌کند.
وی در تیم ملی فوتبال گویان فرانسه بازی کرده است.